# Карев Андрій Германович
Андрій Германович Карев (біл. Андрэй Германовіч Караў; 12 лютого 1985, м. Електросталь, СРСР) — білоруський хокеїст, захисник. Виступає за «Шахтар» (Солігорськ) у Білоруській Екстралізі.
Виступав за «Елемаш» (Електросталь), «Юніор» (Мінськ), «Динамо» (Мінськ), «Юність» (Мінськ).
У складі національної збірної Білорусі провів 8 матчів (1 передача), учасник зимових Олімпійських ігор 2010 (4 матчі, 0+0). У складі молодіжної збірної Білорусі учасник чемпіонату світу 2005. 
Досягнення
- Чемпіон Білорусі (2004, 2005, 2006, 2009, 2010, 2011)
- Володар Кубка Білорусі (2004, 2009, 2010)
- Володар Континентального кубка (2007, 2011).